# Orličan VT-116 Orlík II
Orličan VT-116 Orlík II je československý jednomístný hornoplošný kluzák smíšené konstrukce. 

## Historie
Kluzák vznikl v roce 1963 jako zdokonalení staršího VT-16 Orlík. Dostal zcela nový trup s menší čelní plochou a šípovou svislou ocasní plochou. Díky menšímu úhlu nastavení křídla vůči trupu se zlepšily výkony při vyšších rychlostech. Podnik Orličan Choceň (závod Sopotnice) vyrobil v letech 1964 až 1969 220 kluzáků tohoto typu. 
VT-116 se stal všeobecně rozšířeným a oblíbeným typem větroně v československých aeroklubech. Jeho poněkud choulostivá konstrukce si vynutila během pozdějších let dodatečné zesílení křídla i ukotvení svislé ocasní plochy do trupu. V 80. letech byly VT-116 postupně nahrazovány novějšími VSO-10. Řada VT-116 je však nadále udržována v letuschopném stavu.

## Konstrukce
Trup poloskořepinové konstrukce je tvořen dřevěnou kostrou potaženou překližkou a laminátem. Kostra křídla s profilem NACA 643 818 je ze dřeva potaženého překližkou. Vnitřní prostor křídla je částečně vyplněn pěnovým polystyrenem. Koncové části křídla jsou z laminátu. Kluzák není vybaven vztlakovými klapkami. Brzdící klapky systému DFS jsou výsuvné, vyrobené z duralu. Překryt pilotní kabiny je z organického skla. Přistávací zařízení tvoří neodpružené kolo 350×135 mm s brzdou a jasanová ostruha odpružená gumovým blokem. Základní sada palubních přístrojů zahrnovala kompas, zatáčkoměr, klapkový variometr ±5 m/s a dozový ±15 m/s. V poslední fázi výroby se montovaly radiostanice LS-4. 

## Specifikace
Údaje dle

### Technické údaje
- Délka: 7,55 m
- Výška: 1,60 m
- Rozpětí: 16 m
- Plocha křídla: 12,80 m²
- Štíhlost křídla: 20
- Prázdná hmotnost: 220 kg
- Maximální vzletová hmotnost: 320 kg

### Výkony
- Klouzavost při v=74 km/h (EAS): 1:33
- Kleasavost při v=62,5 km/h (EAS): 0,6 m/s
- Maximální rychlost: 210 km/h (později omezeno na 180, dnes 160 km/h)
- Max. povolená rychlost v turbulenci: 140 km/h